# ВЕС Фебодліден
ВЕС Фебодліден (швед. Fäbodliden) — наземна вітрова електростанція у Швеції. Знаходиться у північній частині країни в лені Вестерботтен.
Майданчик станції розташований за 20 км на схід від центру комуни Віндельн, між селами Kamsjön та Risliden. Підготовчі роботи зі спорудження доріг та майданчиків під вітроагрегати розпочались тут у 2014 році. А на початку 2016 року ввели в експлуатацію 24 вітрові турбіни данської компанії Vestas типу V112/3300 із одиничною потужністю 3,3 МВт та діаметром ротора 112 метрів.
Турбіни ВЕС обладнані новітньою системою очищення від льоду, яка не потребувала прокладання електричних компонентів до кінцівок лопаток.